# أثر الصقيع
ضمن سياقٍ قانوني، إنّ أثر الصقيع هو عبارة عن قمع وردع الممارسة الشرعية للحقوق الطبيعية والحقوق القانونية، وذلك بالتهديد بعقوبة جزائية. وغالبًا ما يُوصف هذا الحق بكونه مقموعًا بأثر الصقيع في التعديل الأول لدستور الولايات المتحدة الأمريكية. وقد يُنفّذ أثر الصقيع بإجراءات شرعية مثل تطبيق القانون، قرار محكمة، أو التهديد برفع دعوى قضائية، ويعني ذلك أي إجراء قانوني يجعل الناس مترددين في ممارسة حق شرعي «حرية التعبير وغيرها»، خوفًا من النتائج الجزائية المترتبة على ذلك. عندما يكون هذا الخوف بسبب رفع دعوى قضائية تشهيرية عندئذ يسمى ذلك بالتصقيع التشهيري. يُعتقد أن دواعي رفع الدعوى القضائية لهدف محدد «هو خلق أثر الصقيع» يسمى بالدعوى القضائية الممنهجة ضد المساهمة الشعبية.
«التخويف» في هذا النص يشير عادةً لقمع مكروه. ما يعني أن استخدام المصطلح الشائع خارج السياق القانوني قد يكون مقصده إكراه أو تهديد بالإكراه «أو غيرهم من الأعمال المكروهة»، والذي له أثر الصقيع على مجموعة من الأشخاص بما يتعلق بسلوك معين، وغالبًا ما يمكن قياسه إحصائيًا أو ملاحظته بوضوح، على سبيل المثال، العناوين الإخبارية «التي تُظهر إحصائيات عن التأمين الغذائي الصحي للمنتجات الغذائية بوضع «تسعيرة» لهم، لها أثر الصقيع بالنسبة للمنتجات الأخرى». وبإيجاز، في إحصائية من جزءين متعلقة بعلاقات المواعدة العاطفية والتي أُجريت على 160 طالبًا جامعيًا وُجد أن «أثر الصقيع يكون باحتمالية وجود رد فعل عدواني في التعبير عن اعتراضات بالعلاقات الحميمية».

## الاصطلاح
في قانون الولايات المتحدة وكندا يشير مصطلح أثر الصقيع لأثر القمع الذي إما أن يقمع أو يبالغ في تحررية القوانين المتعلقة بشرعية حرية التعبير. وعلى أي حال، فإن المصطلح شائع الاستخدام الآن خارج المصطلحات اللغوية القانونية الأمريكية، مثل أثار التصقيع على الأسعار الباهظة، فساد الشرطة أو «التداعيات العدوانية المتوقعة» على صعيد العلاقات الشخصية. أثر الصقيع هو تأثير يقلل أو يثبط أو يعرقل أو يقمع التحدث عن قضايا من أي نوع. وكمثال على أثر الصقيع في سابقة قضائية كندية في قضية لورفيدا ضد ماكلنتاير؛ الطعن في دستورية قانون جنائي يمنع نشر أدبيات تصور تعاطي المخدرات غير المشروع، إذ وجدت المحكمة أن القانون كان له «أثر تصقيعي» على أشكال حرية التعبير المشروعة، والذي يمكن أن يعيق النقاش السياسي حول قضايا مثل قضية تقنين الماريجوانا. لوحِظ أن المحكمة لم تعتمد نفس الأسلوب التحليلي لـ «أثر الصقيع» المستخدم في القانون الأمريكي ولكنها اعتبرت أن الأثر التصقيعي للقانون جزء من تحليلها الخاص.

## التاريخ
تداولت الولايات المتحدة مصطلح «أثر الصقيع» منذ مطلع عام 1950. وأول استدلال لمصطلح أثر الصقيع استخدمته المحكمة العليا للولايات المتحدة، كان ضمن سياق النص الدستوري في قضية فيمان ضد أوبديغراف عام 1952. أصبح هذا المصطلح على أي حال مصطلحًا قانونيًا، مثل ما استخدمه قاضي المحكمة العليا للولايات المتحدة، ويليام ج.برينان لإصدار الحكم القضائي في قضية لامونت ضد بوست ماستر جينرال، إذ ألغى تشريعًا يُلزم الزبون البريدي أن يتلقى «دعاية سياسة شيوعية» حتى يحق له استلام بريده قانونيًا. على أي حال، لم تتمحور قضية لامونت حول قانون يقمع حرية التعبير بوضوح. كان يُشار لمصطلح «أثر الصقيع» في ذلك الوقت إلى أنه «أثر الردع» على حرية التعبير حتى في حال عدم وجود قانون يحظره صراحة. عمومًا، لا يُستخدم «أثر الصقيع» للإشارة إلى القوانين أو الإجراءات التي تقمع شرعية حرية التعبير بل إلى التي تفرض أعباء قانونية عليه.

### تأثيرات الصقيع على مستخدمي ويكيبيديا
أثناء التحقيق بقضية إدوارد سنودن، أُعلن أن برنامج أبستريم كان يجمع بيانات الأشخاص الذين يقرؤون مقالات ويكيبيديا، وتبين أن لهذا تأثيرًا كبيرًا على الرقابة الذاتية للقراء. واعتًمد هذا المصطلح منذ قضية ويكيبيديا ضد وكالة الأمن القومي الأمريكية.